# Anita Franken

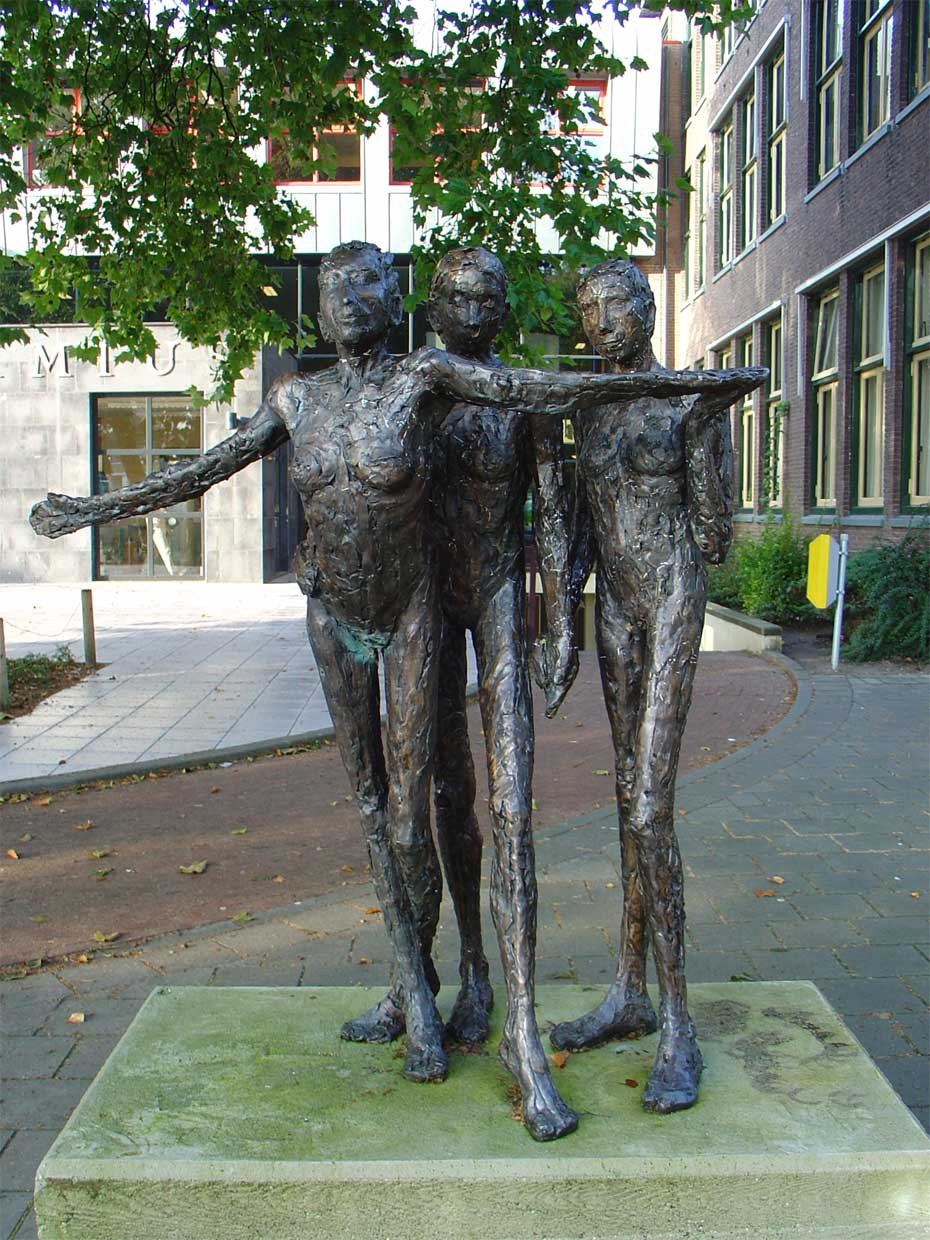
Op weg (2006), Stadskanaal

Johanna Martina Margaretha Maria (Anita) Franken (Zundert, 3 oktober 1957 – Groningen, 1 mei 2017) was een Nederlandse beeldhouwster.

## Leven en werk
Franken werd geboren in het Noord-Brabantse Zundert als dochter van Piet Franken en Ria Verheugt. Haar vader was inklaarder aan de Belgische grens en haar moeder verpleegkundige. Ze studeerde aan de Academie Minerva te Groningen.
Na haar studie vestigde zij zich gebruikmakende van de Beeldende Kunstenaars Regeling als beeldend kunstenaar in Groningen en Haren. Haar werk is regelmatig op diverse exposities in Nederland, België en Frankrijk te zien, onder meer in Museum Møhlmann te Appingedam. Dit museum bezit een flinke collectie van haar werk.
Ook vervaardigde ze in opdracht werk, dat permanent in de openbare ruimte van diverse Nederlandse gemeenten te zien is. Ze maakte vooral ranke menselijke figuren, die in brons werden gegoten. Haar werk wordt gerekend tot het onafhankelijk realisme.

### Familie
Franken trouwde in 1988 met de filmproducent Joost Leonard Alexander baron de Smeth (1959), lid van de familie De Smeth, van wie zij in 2007 scheidde; uit dit huwelijk werden vier kinderen geboren.

## Werken (selectie)
- Bambi, Hoogezand (1991)[4]
- Herdenkingsmonument '40-'45, Zuidbroek (1994)[4]
- Op weg, Stadskanaal (2006)[4]
- De Bast, Onstwedde (2012)
- Herdenkingsmonument, Lentis, Zuidlaren (2013)
- Vrijheid, Wildervank